# Illa Zalzala
L'illa Zalzala (Zalzala Jazeera, illa del terratrèmol) va aparéixer el dimarts 24 de setembre del 2013 davant la costa de Gwadar, al Balutxistan. Té uns 80 m de llargada i uns 20 d'alçada.